# Dionizy Areopagita
Dionizy Areopagita (cs. Диони́сий Ареопаги́т; zm. 96) – według chrześcijańskiej tradycji pierwszy biskup Aten, postać wymieniona w Dziejach Apostolskich, a także przez ojców Kościoła, jeden z siedemdziesięciu dwóch uczniów apostołów, męczennik chrześcijański, święty Kościoła katolickiego i prawosławnego.
Urodził się w szlachetnej rodzinie pogańskiej. Młodość spędził w Atenach studiując filozofię grecką, następnie przeniósł się do Heliopolis w Egipcie, gdzie studiował astronomię. Po powrocie ożenił się i został członkiem trybunału ateńskiego (stąd przydomek Areopagita).
Nowy Testament podaje, iż Dionizy przyłączył się do uczniów Apostoła Pawła z Tarsu po jego mowie wygłoszonej na Areopagu (Dzieje Apostolskie 17,34). Fakt ten datuje się na lata 50–53 po Chrystusie. Wraz z Dionizym przyłączyła się do Pawła kobieta o imieniu Damaris.
Według tradycji, Apostoł mianował Dionizego biskupem Aten, ale miał głosić on również Słowo Boże w Galii, docierając aż do dzisiejszego Paryża (Lutecji). Tam schwytano go podczas prześladowań za panowania Domicjana i poddano torturom, a ostatecznie ścięto mieczem.
Według niektórych źródeł te tradycyjne przekazy nie znajdują jednak swego historycznego uzasadnienia, gdyż chodzi tu o dwóch różnych świętych. Do XVI wieku Areopagitę mylono z patronem Francji świętym Dionizym, męczennikiem z drugiej połowy III wieku n.e., którego wspomnienie liturgiczne w Kościele rzymskokatolickim przypada 9 października.
Ponadto Areopagitę do czasów renesansu uważano za autora szeregu pism o charakterze teologicznym, jednakże i w tym przypadku krytyka historyczna tego nie potwierdziła, określając ich autora (żyjącego w innych czasach) jako Pseudo-Dionizego Areopagitę.
Wspomnienie liturgiczne w Kościele katolickim obchodzone jest 3 października w ślad za wczesnym Martyrologium Rzymskim.
Prawosławni wspominają męczennika dwukrotnie: 3 października/16 według kalendarza gregoriańskiego i 4 stycznia/17, w rocznicę „Soboru siedemdziesięciu apostołów”.